# Inocyclus discoideus
Inocyclus discoideus är en svampart som först beskrevs av Marjan Raciborski, och fick sitt nu gällande namn av Arx 1962. Inocyclus discoideus ingår i släktet Inocyclus och familjen Parmulariaceae.   Inga underarter finns listade i Catalogue of Life.